# Yuval Flicker
Yuval Zvi Flicker (* 3. Januar 1955 in Kfar Saba) ist ein israelisch-US-amerikanischer Mathematiker.
Flicker wuchs in Ramat Gan auf und studierte Mathematik und Philosophie an der Universität Tel Aviv mit dem Bachelor-Abschluss 1973 und Mathematik an der Hebräischen Universität mit dem Master-Abschluss 1974 bei Hillel Fürstenberg. Danach studierte er an der Universität Cambridge und wurde dort bei Alan Baker 1978 promoviert (Linear forms on Abelian Varieties over Local Fields). Als Post-Doktorand war er am Institute for Advanced Study bei Robert Langlands und 1979 wurde er Ritt Assistant Professor an der Columbia University. In dieser Zeit war er viel in Paris und am IHES bei  Pierre Deligne. 1981 wurde er Assistant Professor an der Princeton University bei Gorō Shimura. 1985 bis 1987 war er bei David Kazhdan Assistant Professor an der Harvard University. 1987 bis 2015 war er Professor an der Ohio State University.
Er befasst sich mit automorphen Darstellungen (Langlands-Programm).

## Schriften
- The trace formula and base change for GL (3), Springer, Lecture notes in mathematics 927, 1982
- Matching of orbital integrals on GL(4) and GSp(2), Memoirs AMS 137, 1999
- Arthur’s invariant trace formula and comparison of inner forms, Birkhäuser 2016
- mit Pierre Deligne: Counting local systems with principal unipotent local monodromy; Annals of Mathematics, Band 178,. 2013, S.  921–982.
- Drinfeld moduli schemes and automorphic forms: The theory of elliptic modules with applications, Springer 2013